# سینما به روایت هیچکاک
سینما به روایت هیچکاک کتاب گفتگوی آلفرد هیچکاک است با فرانسوا تروفو.

## به فارسی
این کتاب به ترجمهٔ فارسیِ پرویز دوایی در ایران منتشر شده است.